# Seveso
Pour les articles homonymes, voir Seveso (homonymie).
Seveso est une commune italienne de près de 23 000 habitants située dans la province de Monza et de la Brianza, dans la région de Lombardie, au Nord-Ouest de l'Italie. Son nom vient de celui de la rivière homonyme qui traverse la commune dans le sens nord-sud.
Elle est surtout connue depuis la catastrophe de Seveso, catastrophe industrielle survenue le 10 juillet 1976 et qui vit un nuage de dioxine se répandre dans les environs après l'explosion de l'usine chimique Icmesa située dans la ville voisine de Meda.
Son nom est attaché depuis à la directive européenne 96/82/CE qui impose notamment le recensement des établissements industriels présentant des risques importants, et les soumet à des contraintes de sécurité significatives.

## Géographie
La ville est située, à 21 km au nord de Milan, sur la route nationale Statale dei Giovi qui relie Milan à Côme. Elle est également desservie par chemin de fer, par les ferrovie Nord Milano.
Le territoire communal, très urbanisé, est limitrophe au nord des communes de Barlassina, Meda et Seregno, et au sud de Cesano Maderno.

## Histoire

### Antiquité
Les origines de Seveso remontent à la période gallo-romaine, vers le IIIe siècle av. J.-C., lorsque furent implantés dans certaines zones de la Brianza des campements militaires qui servirent à la conquête de la région.

### Moyen Âge
Vers 780 fut fondé le monastère de Meda dont la juridiction s'étendait aussi au territoire actuel de Seveso, peuplé à l'époque par les « villains » qui cultivaient la terre.
En 1252, l'édification de l'église Saint-Pierre-Martyr (S. Pietro Martire), en hommage au frère dominicain Pierre de Vérone, assassiné à Seveso, marque le point de départ du développement autonome de la cité.

### Renaissance
La ville fut frappée au XVIe siècle par deux épisodes de famine et de peste, en  1524 et en 1576.

### Époque moderne
Au cours du XVIIe siècle, la ville fut dirigée par plusieurs familles, dont les Arese qui laissèrent les monuments les plus marquants.
En 1798, le souverain Joseph II, de la République cisalpine voulue par Napoléon, ordonna aux dominicains d'abandonner le couvent et le sanctuaire de Saint-Pierre-Martyr. Il fut rendu ensuite aux prêtres diocésains. C'est au petit séminaire Saint-Pierre-Martyr qu'étudia Achille Ratti, futur Pie XI (1857-1939).

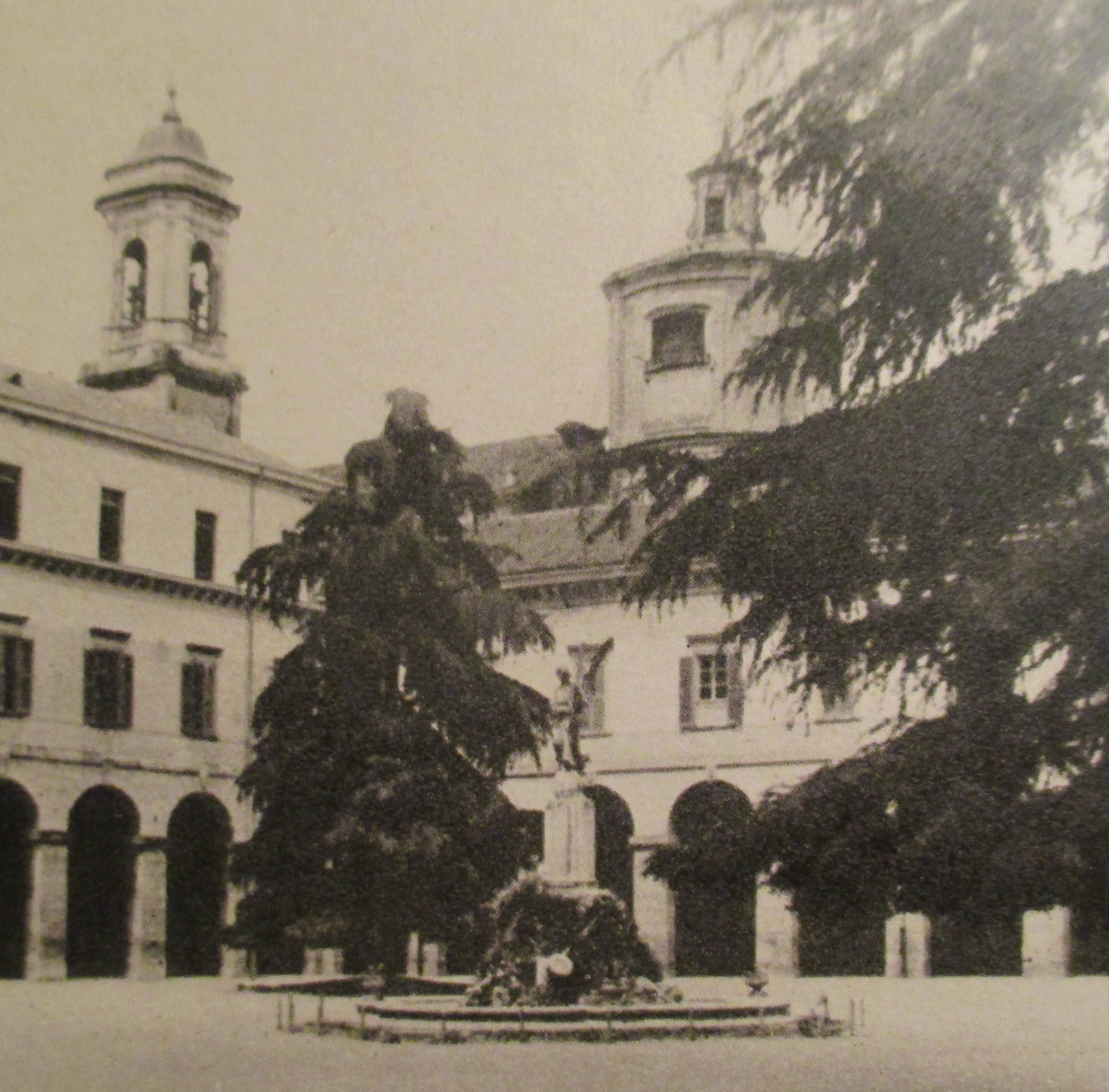
Le petit séminaire Saint-Pierre-Martyr dans les années 1930.

Lors de l'unification du royaume d'Italie, le territoire de Barlassina fut annexée à Seveso, mais cette décision fut mal vécue par les populations  et les deux communes furent à nouveau séparées en 1901.

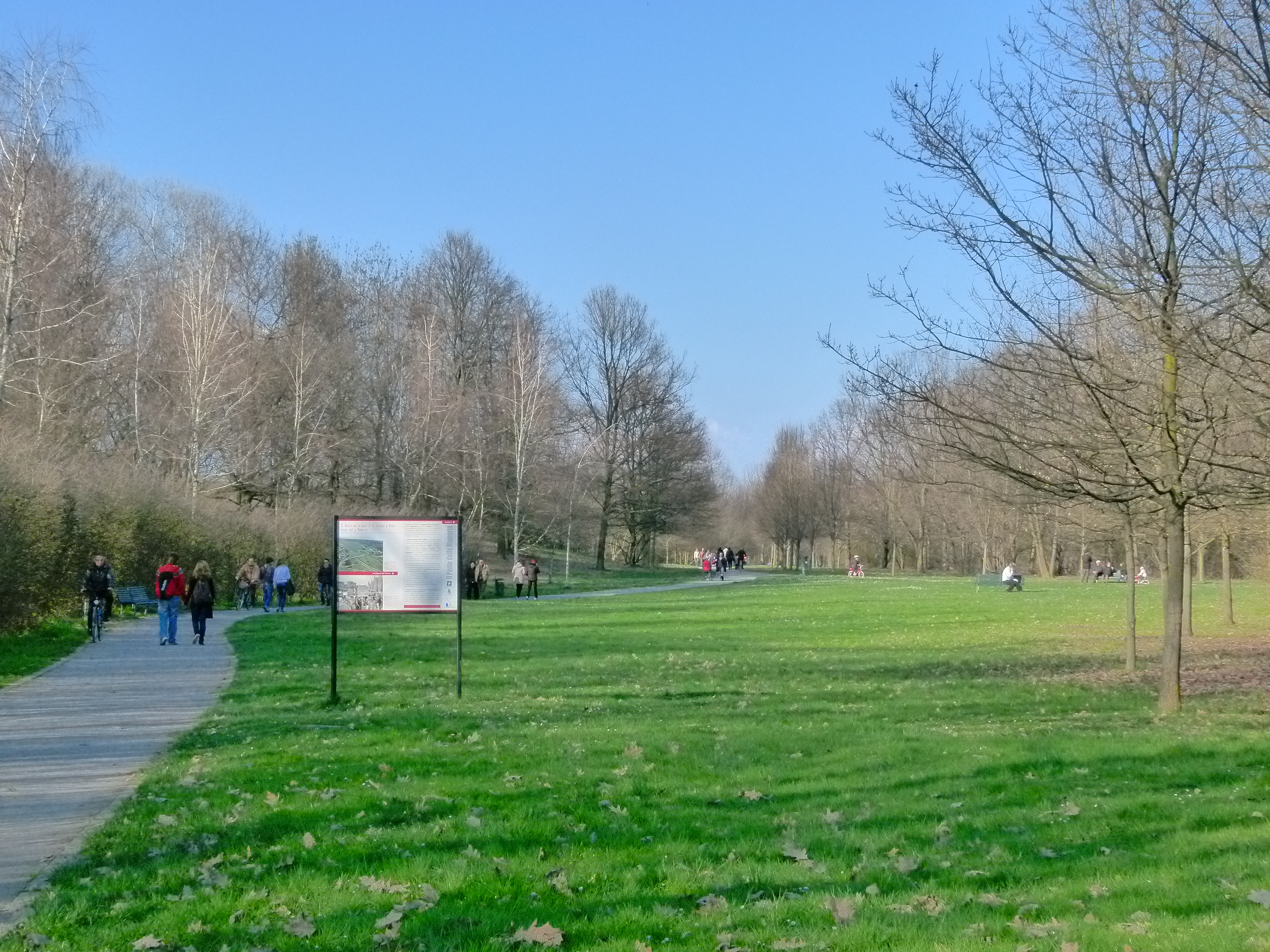
Le parc Bosco delle Querce (de la forêt des chênes).

### Catastrophe de Seveso
La catastrophe de Seveso intervient le 10 juillet 1976. Un nuage contenant de la dioxine s'échappe d'un réacteur de l'usine chimique Icmesa, située dans la commune de Meda, et se répand sur la plaine lombarde. Quatre communes, dont Seveso, sont touchées.
Les premiers habitants ne sont évacués qu'à partir du 26 juillet. Peu après l’accident, une augmentation de décès a été constatée chez les animaux sauvages et domestiques. Pour établir le niveau d’exposition et l’étendue de la contamination, aussi bien que le comportement et le destin de la dioxine dans l’environnement, un programme de suivi de large envergure est mis en place. La qualité du sol est surveillée entre 1976 et 1986.
Le taux de mortalité total, toutes causes confondues, ne diffère pas de façon significative entre les trois zones et la population de référence. Cependant, lorsque l’on regarde les causes des décès plus en détail, quelques cas inhabituels ont été observés pour certaines sortes de cancers.

## Économie
L'économie de la ville est traditionnellement liée à l'industrie du meuble.
Autres secteurs présents à Seveso : industrie mécanique, matériaux de construction, distribution.

## Administration
| Période                                  | Période  | Identité          | Étiquette    | Qualité |
| ---------------------------------------- | -------- | ----------------- | ------------ | ------- |
| 2003                                     | 2008     | Clemente Galbiati |              |         |
| 2008                                     | 2012     | Massimo Donati    | centre-droit |         |
| 2012                                     | 2013     | Adriana Sabato    |              |         |
| 2013                                     | 2018     | Paolo Butti       | centre-droit |         |
| 2018                                     | 2021     | Luca Allievi      | centre-droit |         |
| 2021                                     | En cours | Alessia Borroni   | centre-droit |         |
| Les données manquantes sont à compléter. |          |                   |              |         |

### Hameaux
Altopiano, Baruccana, San Pietro.

### Communes limitrophes
Meda, Seregno, Barlassina, Cogliate, Cesano Maderno.

### Personnalités
- Ambroise Ratti (1857-1939) étudia au petit séminaire de la ville. Il fut ensuite connu sous le nom de Pie XI.